# Ernesto Gándara Camou
Ernesto Gándara Camou (Hermosillo, Sonora, 22 de septiembre de 1960), conocido popularmente como El Borrego, es un abogado, empresario y político mexicano. Fue alcalde de Hermosillo de 2006 a 2009 y senador por el estado de Sonora de 2012 a 2018. Asimismo, ha ocupado distintas posiciones en la administración pública a nivel estatal y federal. El 23 de enero de 2021 tomó protesta como candidato a gobernador de Sonora por la alianza Va Por Sonora.

## Biografía
Ernesto Gándara nació el 22 de septiembre de 1960 en Hermosillo, donde vivió toda su infancia. Es hijo de César Gándara Laborín,  quien fue alcalde de Hermosillo en el período de 1958-1961 y secretario de gobierno del estado de Sonora; y de Marcela Camou de Gándara. Es el menor de siete hermanos y desde hace 25 años está casado con Pily Madrid, con quien tiene tres hijas: Daniela, Raquel y Fernanda.

## Estudios y trayectoria política
Estudió la licenciatura en derecho en la Universidad Nacional Autónoma de México y tiene una maestría en Derecho Constitucional en la Universidad de París Panthéon-Assas. En sus inicios en la administración pública, tuvo distintas responsabilidades a nivel federal. De 1983 a 1991, fue coordinador de giras presidenciales de tres expresidentes de la República. Un año más tarde también sería Jefe de la Unidad de Información y Análisis de la Secretaría Particular de la Presidencia de la República (1991-1993). Años más tarde, de 1998 al 2000 fue Asesor del oficial mayor y coordinador de giras del  Secretario de Hacienda y Crédito Público, así como director general de peticiones y audiencias de la Presidencia de la República del año 2000 al 2002.

### Trayectoria en Sonora
Asimismo, Ernesto Gándara ha desempeñado diferentes posiciones a nivel estatal o en representación de Sonora, de 1995 a 1998 fue Delegado de la Secretaría de Medio Ambiente y Recursos Naturales en Sonora y del 2003 al 2004 fue Secretario particular del aquel entonces Gobernador del Estado de Sonora, Eduardo Bours Castelo. También, fue coordinador general de la Comisión de Fomento al Turismo del Estado de Sonora del 2004 al 2006. Además de ser Presidente Municipal de Hermosillo durante el periodo del 2006 al 2009, Ernesto Gándara también llegó a representar a Sonora como senador de la República durante el 2012 al 2018. 
Dentro del Partido Revolucionario Institucional donde militó durante 40 años, fue secretario técnico del Consejo Político Nacional del Comité Ejecutivo Nacional del 2016  al 2018.

## Presidente Municipal (2006-2009)
El PRI lo postuló como candidato a Presidente Municipal en 2006, logrando obtener la victoria con una votación del 48% frente a 43.34% del PAN y tomó posesión del cargo el 16 de septiembre de 2006. Entre sus labores más destacadas se encuentra la construcción del Acueducto El Molinito, que suministra 20% más agua a la ciudad de Hermosillo. También logró, con la participación del Gobierno del Estado, el Gobierno Federal y la Organización de las Naciones Unidas, concretar el Proyecto Biogás en el relleno sanitario municipal. Así mismo, creó el Instituto Municipal de la Mujer. El 3 de septiembre de 2008, dio a conocer públicamente su intención de ser candidato de su partido a Gobernador de Sonora en las elecciones de 2009, anunciándolo formalmente el 3 de septiembre, por lo que pediría licencia a su cargo de Presidente Municipal, siendo concedida dicha licencia el 16 de diciembre. El 8 de marzo de 2009 perdió la contienda interna del PRI contra su principal rival Alfonso Elías Serrano por lo que permaneció como Presidente Municipal de Hermosillo hasta el 16 de septiembre de 2009, fecha en la que finalizó oficialmente su cargo.

## Senador de la República
El 21 de enero de 2012 llevó a cabo su registro como candidato al Senado de la República, contendiendo por el escaño y resultando electo en las elecciones federales celebradas el 1 de julio de 2012. Tomó protesta el 1 de septiembre de 2012 formando parte del Grupo Parlamentario del Partido Revolucionario Institucional. Al inicio de la LXII Legislatura presidió las comisión de Trabajo y previsión social y fue integrante de las comisiones de Energía, Medio ambiente, Recursos hidráulicos, Agricultura y ganadería, Asuntos fronterizos norte y Pesca.
En febrero de 2016, fue nombrado Presidente de la Comisión de Seguridad Pública del Senado de la República, al tiempo que concluyó su labor al frente de la Comisión del Trabajo y Previsión Social

## Secretario técnico del Consejo Político Nacional del PRI
El 28 de octubre de 2016 fue elegido secretario técnico del Consejo Político Nacional del Comité Ejecutivo Nacional (CEN) del PRI, cargo desde el que participó activamente en la organización de la XXII Asamblea Nacional del PRI, la cual fue llevada a cabo el 12 de agosto de 2017.
El 19 de octubre de 2018 anunció su separación del cargo, luego de que la presidenta del PRI, Claudia Ruiz Massieu, lo invitara a ser el nuevo Secretario de Asuntos Internacionales del CEN.

## Candidato a gobernador
En noviembre de 2020 renunció a su militancia en el PRI para encabezar una alianza conformada por el PAN, el Partido de la Revolución Democrática y el mismo Partido Revolucionario Institucional, que según el acuerdo entre los tres partidos, sería el partido de origen. El 23 de enero de 2021 tomó protesta como Candidato a Gobernador por  la Alianza “Va Por Sonora” integrada por los partidos PRI, PAN y PRD.
El día de la elección se declaró a sí mismo ganador de la contienda a la gubernatura del estado, al mismo tiempo que Alfonso Durazo. Al tiempo de las 18:00hrs locales El Financiero hizo una encuesta que declaraba que Durazo llevaba una ventaja respecto a Gándara. Dos horas después del cierre de casillas el PREP del IEE declaraba que Durazo llevaba una ventaja de 16 puntos porcentuales. Días después del cierre del PREP Gándara aceptó su derrota y le deseo suerte a Durazo en su nuevo gobierno.